# Fudbalski klub Crvena zvezda
Il Fudbalski klub Crvena zvezda (in serbo Фудбалски клуб Црвена звезда?, Club Calcistico Stella Rossa), meglio noto come Crvena zvezda, in italiano come Stella Rossa, è la sezione calcistica dell'omonima società polisportiva serba con sede nella città di Belgrado. Milita nella Superliga, la massima serie del campionato serbo.
La polisportiva comprende anche, tra le sue discipline maggiori, la pallacanestro, la pallavolo, la pallamano e la pallanuoto.
È l'unico club ex-jugoslavo e serbo ad essersi aggiudicato una coppa europea, la Coppa dei Campioni nel 1990-1991, vinta nella finale dello stadio San Nicola di Bari contro l'Olympique Marsiglia ai tiri di rigore, e una Coppa Intercontinentale, vinta nel 1991 allo stadio nazionale di Tokyo contro il Colo-Colo. In ambito nazionale vanta la vittoria di venti campionati della RSF di Jugoslavia, tre campionati della RF di Jugoslavia, due campionati di Serbia e Montenegro e undici campionati di Serbia, oltre a dodici Coppe di RSF Jugoslavia, sei Coppe di RF Jugoslavia, tre Coppe di Serbia e Montenegro e otto Coppe di Serbia, per un totale di 35 campionati e 29 coppe nazionali, più di ogni altro club ex-jugoslavo e serbo. In ambito internazionale vanta anche il raggiungimento di due semifinali di Coppa dei Campioni, una semifinale di Coppa delle Fiere, una semifinale di Coppa delle Coppe e una finale di Coppa UEFA, persa nel 1978-1979 contro il Borussia M'gladbach.
Contrapposta al Partizan, l'altra grande compagine belgradese, da un'acerrima rivalità, con la squadra bianconera disputa il cosiddetto derby eterno.
La società si posiziona al 1º posto nella classifica perpetua della Prva Liga Jugoslava.

## Storia

### Esordi e primo periodo di egemonia nazionale (1945-1958)
La società fu fondata da studenti dell'Università di Belgrado nel febbraio del 1945, durante la seconda guerra mondiale, dalle ceneri del SK Jugoslavija, da cui ereditò stadio, uffici, giocatori, logo (cui fu aggiunta una stella rossa) e colori sociali, il rosso e il bianco. Confluì nella rosa della nuova squadra anche l'intero organico del BSK Belgrado. Il club cambiò nome in Stella Rossa il 4 marzo 1945.
Il 29 novembre 1948 la Stella Rossa vinse il proprio primo titolo, la Coppa di Jugoslavia, battendo per 3-0 il Partizan in finale. 
La squadra vinse per la prima volta il campionato nazionale nel 1951, con un organico in cui spiccavano Branko Stanković, Vladica Popović, Rajko Mitić, Bora Kostić e Dragoslav Šekularac. Negli anni '50 questo gruppo di giocatori vinse quattro titoli nazionali e due coppe nazionali, aggiudicandosi ogni trofeo jugoslavo per cinque stagioni consecutive. L'esordio in Coppa dei Campioni risale alla stagione 1956-1957, seconda edizione del torneo. Gli jugoslavi uscirono alle semifinali contro la Fiorentina, dopo lo 0-1 per la squadra di Enrico Befani all'andata allo Stadio JNA e 0-0 al ritorno all’Artemio Franchi. Nell'estate del 1958 la Stella Rossa si aggiudicò da imbattuta il primo trofeo internazionale nella storia del club, la Coppa Mitropa, chiamata in quella edizione Coppa del Danubio, sconfiggendo nella doppia finale la Stella Rossa Cheb.

### Crisi e primi anni nel nuovo stadio (1958-1966)
Nei sette anni a venire la squadra belgradese vinse solo un campionato nazionale e una Coppa di Jugoslavia. Nel 1963 non andò oltre il settimo posto, suo peggior piazzamento di sempre nella massima divisione nazionale, e per quattro volte non riuscì ad entrare nei primi tre posti. Ai risultati deludenti in patria corrisposero, tuttavia, buone prestazioni a livello internazionale: se nel 1961-1962 la squadra eliminò il Feyenoord ai quarti di finale della Coppa delle Fiere prima di cadere contro il Barcellona, nel 1962-1963 si prese la rivincita sui catalani, eliminandoli agli ottavi dopo la terza partita (ripetizione) e accedendo ai quarti di finale contro la Roma, da cui fu eliminata (3-0 per i giallorossi in Italia e 2-0 per gli jugoslavi a Belgrado).
Nel 1959 iniziarono i lavori di costruzione del nuovo stadio, che obbligarono la Stella Rossa a giocare per quattro anni le partite interne allo stadio Partizan. Nel 1963 aprì i battenti lo stadio Rajko Mitić, la cui capienza fu portata un anno dopo a 110 000 posti. L'impianto fu soprannominato ben presto Marakàna in onore del noto Maracanã di Rio de Janeiro, sebbene la sua capienza sarebbe stata quasi dimezzata negli anni novanta, per adeguare lo stadio alle norme di sicurezza. Nel 1963-1964 la Stella Rossa bagnò l'annata d'esordio nel nuovo stadio con il double scudetto-coppa nazionale, sotto la guida del tecnico Milorad Pavić.

### L'era Miljanić (1966-1974)

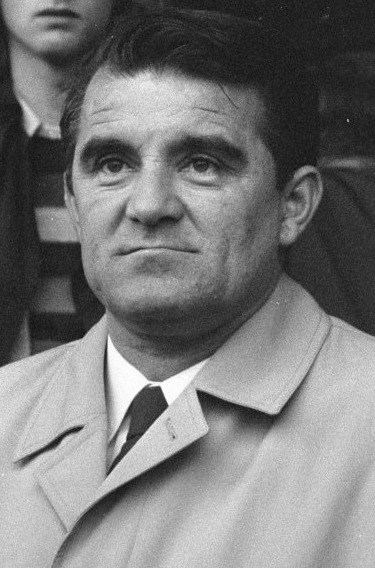
Il tecnico Miljan Miljanić, alla guida della squadra dal 1966 al 1974.

Sotto la gestione dell'allenatore Miljan Miljanić, ex calciatore della squadra negli anni '50, ingaggiato come tecnico nel 1966, la Stella Rossa si affermò come uno dei migliori club europei e uno dei club jugoslavi egemoni, inaugurando un periodo di venticinque anni in cui fu sempre tra le squadre pretendenti al titolo nazionale. Nel 1966-1967, dopo aver radicalmente modificato la rosa, l'allenatore condusse i suoi al quinto posto in campionato, replicando il piazzamento della stagione precedente. Dalla stagione 1967-1968, però, la compagine di Belgrado, guidata dal talento dell'ala sinistra Dragan Džajić, uno dei migliori esterni al mondo, iniziò a lasciare un segno indelebile nella storia del calcio jugoslavo. Arrivarono tre titoli nazionali di fila, compresi due accoppiate scudetto-coppa, grazie a elementi quali Dujković, Đorić, Dojčinovski, Karasi, Aćimović, Lazarević, Krivokuća, Ostojić e Klenkovski. Nel 1967-1968 la squadra si aggiudicò per la seconda volta la Coppa Mitropa, battendo nella doppia finale lo Spartak Trnava. Fu l'ultima edizione della Coppa Mitropa disputata dal club belgradese, che decise di ritirarsi dal torneo per concentrarsi su altre competizioni calcistiche europee. Il club vinse la Coppa di Jugoslavia nel 1970-1971 e raggiunse nella stessa stagione la semifinale di Coppa dei Campioni, persa contro il Panathīnaïkos: malgrado la vittoria all'andata per 4-1 in casa di fronte a 100.000 tifosi, il 3-0 subito nel ritorno arrise ai greci per la regola dei gol fuori casa. Miljanić rimase in carica fino al 1974, portando in bacheca un'altra Coppa di Jugoslavia nel 1972-1973. Tra i nuovi calciatori emersi in quel periodo figuravano Vladimir e Ognjen Petrović, Vladislav Bogićević, Zoran Filipović, Slobodan Janković e Mihalj Keri.
Negli otto anni della gestione Miljanić la Stella Rossa fu per sette volte la squadra più prolifica in termini di gol segnati in campionato (mancò questo primato solo nel 1972, a beneficio del Velež Mostar) e nelle ultime due stagioni vinse il titolo rispettivamente con 12 e 18 punti di distacco dalla seconda in classifica. Agli ottavi di finale della Coppa dei Campioni 1973-1974 la compagine di Belgrado eliminò il Liverpool, diventando la seconda squadra non inglese capace di vincere ad Anfield (dopo il Ferencváros nella Coppa delle Fiere 1967-1968) e la prima (e unica) squadra a battere i reds in casa loro in Coppa dei Campioni nell'intero novecento. L'avventura in Coppa dei Campioni si fermò poi ai quarti di finale contro l'Atlético Madrid. Nella Coppa delle Coppe 1974-1975 la squadra di Miljanić eliminò il Real Madrid ai tiri di rigore e raggiunse per la prima volta la semifinale del torneo, dove fu eliminata dal Ferencváros. Il match di ritorno contro gli ungheresi, terminato 2-2 il 23 aprile 1975 dopo il 2-1 per i magiari all'andata, fece registrare 96.070 biglietti venduti e una presenza di pubblico di circa 117.000 persone, che rimane l'affluenza più alta di sempre al Marakana.

### Dominio in patria e prima finale europea (1976-1986)
Dopo un anno di insuccessi, con l'arrivo di Gojko Zec, nel 1975-1976, la squadra vinse di nuovo il titolo nazionale. Nel 1975, dopo il trasferimento di Džajić al Bastia, la leadership della squadra era passata al terzetto composto da Vladimir Petrović, Dušan Savić e Srboljub Stamenković. La compagine belgradese si aggiudicò il campionato 1975-1976 con nove punti di margine sulla più vicina rivale, segnando 67 gol in stagione grazie soprattutto alla vena realizzativa di Zoran Filipović, per poi concludere, nel 1976-1977, al secondo posto. L'avvento di Branko Stanković, che rimase in carica per tre anni (1978-1981), segnò una nuova epoca di successi: tre trofei e la prima finale europea. Dopo aver eliminato Arsenal, West Bromwich ed Hertha Berlino, la Stella Rossa raggiunse, infatti, per la prima volta nella propria storia la finale di Coppa UEFA nel 1978-1979. Fu sconfitta nella doppia finale da una delle migliori squadre d'Europa di quell'epoca, il quotato Borussia M'gladbach, che dal 1973 al 1980 disputò ben cinque finali europee.
Stanković, che da calciatore aveva vinto quattro campionati jugoslavi, vinse il primo titolo nazionale da allenatore nel 1979-1980, mancando il double a causa della sconfitta nella doppia finale di Coppa di Jugoslavia contro la Dinamo Zagabria. Nel 1980-1981 la squadra bissò il successo in campionato e nel 1981-1982 pose fine ad un'astinenza di undici anni vincendo nuovamente la Coppa di Jugoslavia, grazie al successo nella doppia finale proprio contro la Dinamo Zagabria (2-2 a Zagabria e 4-2 a Belgrado). In quell'annata, per la prima volta dagli anni '50 il club cambiò allenatore a stagione in corso, con Stevan Ostojić che sostituì Stanković. In quel periodo per due volte la Stella Rossa raggiunse i quarti di finale della Coppa dei Campioni: nel 1980-1981 (eliminazione contro l'Inter) e nel 1981-1982 (eliminazione contro l'Anderlecht).
Nella Coppa delle Coppe 1982-1983 furono memorabili i match contro il Barcellona di Udo Lattek e Diego Armando Maradona, che fu applaudito dai 100 000 spettatori del Marakana dopo il gol segnato nella sfida di ritorno degli ottavi di finale, che vide prevalere gli spagnoli come all'andata. Nel 1983 tornò ad allenare la squadra Gojko Zec, che trovò solo un reduce della formazione campione nel 1977, Miloš Šestić, che divenne il leader della squadra dopo le partenze di Petrović e Savić. Zec vinse subito il campionato e la Coppa di Jugoslava, conquistata a Spalato contro la Dinamo Zagabria, centrando così il double. La nuova Stella Rossa era composta da validi calciatori come Tomislav Ivković, Marko Elsner, Boško e Milko Đurovski, Husref Musemić, Đorđe Milovanović, Rajko Janjanin e Mitar Mrkela. La stagione 1985-1986, l'ultima con Zec alla guida, fu segnata da scandali e polemiche riguardanti presunte partite truccate durante l'ultima giornata del campionato. Dopo varie vicissitudini e cause legali, il titolo fu definitivamente assegnato al Partizan, che l'aveva vinto sul campo, mentre la Stella Rossa, che inizialmente si era vista assegnare il titolo, dovette accontentarsi del secondo posto, non qualificandosi dunque per la Coppa dei Campioni 1986-1987. Nella Coppa delle Coppe 1985-1986 la Stella Rossa si fermò ai quarti di finale contro l'Atlético Madrid.

### Epoca d'oro e successo in Coppa dei Campioni (1986-1991)

La Stella Rossa celebra la vittoria della Coppa dei Campioni 1990-1991.

Nel 1986 la squadra andò incontro ad una serie di profondi cambiamenti. L'area tecnica fu affidata a Dragan Džajić e Vladimir Cvetković, che allestirono un organico competitivo ad alti livelli con tutte le migliori squadre europee. Nell'estate del 1986 la panchina fu affidata al tecnico Velibor Vasović, che basò la squadra su una serie di giovani promettenti quali Dragan Stojković e Borislav Cvetković. La prima stagione dopo la rifondazione societaria coincise con un ottimo percorso in Coppa dei Campioni 1986-1987, dove il cammino degli jugoslavi si arrestò ai quarti di finale contro il Real Madrid solo per la regola dei gol fuori casa.
Nel 1987 la dirigenza si pose l'obiettivo di vincere il più importante trofeo d'Europa entro cinque anni e i risultati diedero ragione all'ambizione del club. Dal 1987 al marzo 1992 la squadra visse, infatti, il periodo di maggiore successo della propria storia, aggiudicandosi quattro campionati nazionali e vincendo per la prima volta la Coppa dei Campioni.
Eliminata agli ottavi di finale della Coppa dei Campioni 1988-1989 dal forte Milan di Arrigo Sacchi (poi vincitore del trofeo) dopo i tiri di rigore, la squadra jugoslava tornò nel massimo torneo continentale due anni dopo e lo fece da protagonista. Si aggiudicò, infatti, la Coppa dei Campioni 1990-1991, grazie alla vittoria ai tiri di rigore nella finale contro l'Olympique Marsiglia nel nuovo Stadio San Nicola di Bari, inaugurato da appena un anno, di fronte a 60.000 spettatori, di cui un terzo giunti dalla Jugoslavia. Il tecnico Ljupko Petrović preparò con cura la partita conclusiva contro i marsigliesi, portando la squadra in ritiro in Italia con largo anticipo (una settimana).
Nel dicembre dello stesso anno la squadra vinse la Coppa Intercontinentale battendo per 3-0 i cileni dei Colo-Colo nella finale dello Stadio Nazionale di Tokyo, in Giappone.

### I bui anni novanta (1992-2000)
Nel 1992 la maggior parte degli artefici del quinquennio d'oro lasciarono la compagine di Belgrado, che li rimpiazzò parzialmente con altri giovani quali Anto Drobnjak e Ilija Ivić.
Lo scoppio della guerra nei Balcani complicò ulteriormente la situazione, tanto che la Stella Rossa fu costretta spesso a disputare gli incontri interni su altri campi. Il campionato jugoslavo perse una larga parte delle protagoniste degli anni precedenti a causa della dissoluzione dello stato e la UEFA bandì le squadre jugoslave dalle coppe europee.
Dal maggio 1992 al maggio 2000 solo una volta si celebrò il titolo nazionale allo stadio Mitić, nel 1994-1995, anche se la Stella Rossa vinse cinque coppe nazionali negli anni '90. Si ricorda in questo periodo il raggiungimento degli ottavi di finale della Coppa delle Coppe 1996-1997, persi contro i futuri vincitori del Barcellona.

### Nuovo millennio (2000-oggi)
Il nuovo millennio si aprì con la vittoria del diciassettesimo titolo nazionale, nel 1999-2000, e la vittoria della coppa nazionale. Il bis fu centrato vincendo il campionato nel 2000-2001. Nel 2001-2002 la squadra tornò in Europa, disputando i preliminari di UEFA Champions League, dove fu eliminata dal Bayer Leverkusen poi finalista perdente del torneo. Altri double campionato-coppa risalgono al 2003-2004 e, sotto la guida di Walter Zenga, nel 2005-2006.
Nel 2006-2007 la Stella Rossa fu eliminata ai preliminari di Champions League dal Milan poi vincitore del trofeo, ma riuscì a vincere nuovamente il campionato e la Coppa di Serbia. Nel primo decennio degli anni duemila la squadra poteva contare su elementi quali Nikola Žigić, Boško Janković, Milan Biševac, Dušan Basta, Dejan Milovanović, Segundo Castillo, Ibrahima Gueye, Nenad Milijaš e Ognjen Koroman.
Nel 2013-2014, dopo sei anni di attesa, la Stella Rossa vinse nuovamente il campionato serbo, ma a causa di una grave situazione debitoria la UEFA sospese il club dalla UEFA Champions League 2014-2015, in cui la squadra fu sostituita dal Partizan. La vittoria fu ripetuta nel 2015-2016.
Nel 2017-2018 e nel 2018-2019 la squadra vinse nuovamente il campionato. Nel 2018-2019 disputò, inoltre, per la prima volta alla fase a gironi della UEFA Champions League, divenendo la prima compagine nella storia del torneo a qualificarsi per la fase a gruppi partendo dal primo turno preliminare. L'accesso al tabellone principale della manifestazione fu ottenuto eliminando il Salisburgo con una rimonta pregevole: in svantaggio di due gol, in un minuto i belgradesi riequilibrarono il risultato nel ritorno (0-0 all'andata in Serbia e 2-2 al ritorno in Austria), conseguendo la qualificazione grazie alla regola dei gol fuori casa. Inserita in un girone durissimo con Napoli, Liverpool e Paris Saint-Germain, la Stella Rossa fu eliminata a causa del quarto posto con 4 punti totalizzati, frutto di uno 0-0 interno contro il Napoli ed una prestigiosa vittoria interna per 2-0 contro il Liverpool.
Nel 2019-2020 la squadra della capitale, passata dall'allenatore Vladan Milojević a Dejan Stanković, vince ancora il campionato con tre giornate di anticipo rispetto alla fine del torneo.
Nella stagione 2020-2021 si aggiudica ancora il titolo e a Coppa di Serbia (primo double dopo quattordici anni), stabilendo il record assoluto di punti un campionato (108) grazie alle 35 vittorie e ai 3 pareggi, chiudendo il torneo senza sconfitte. Anche nelle successive due stagioni, sotto la guida di Stanković prima e di Miloš Milojević poi, la squadra vince campionato e coppa nazionale, concludendo da imbattuta il campionato 2022-2023.

## Allenatori e presidenti
| Allenatori - 1946-1948: Svetozar Glišović - 1948-1950: Aleksandar Tomašević - 1951: Ljubiša Broćić - 1952-1953: Žarko Mihajlović - 1953: Bane Sekulić - 1953-1954: Ljubiša Broćić - 1954: Boško Ralić - 1954-1957: Milovan Ćirić - 1957-1964: Miša Pavić - 1964-1966: Ivan Toplak - 1966-1974: Miljan Miljanić - 1974-1975: Miljenko Mihić - 1975-1976: Milovan Ćirić - 1976-1978: Gojko Zec - 1978-1982: Branko Stanković - 1982-1983: Stevan Ostojić - 1983-1986 Gojko Zec - 1986-1988: Velibor Vasović - 1988-1989: Branko Stanković - 1989-1990: Dragoslav Šekularac - 1990-1991: Ljupko Petrović - 1991-1992: Vladica Popović - 1992-1994: Milan Živadinović - 1994-1996: Ljupko Petrović - 1996-1997: Vladimir "Pižon" Petrović - 1997: Vojin Lazarević - 1997-1999: Milorad Kosanović - 1999: Vojin Lazarević - 1999-2000: Miloljub Ostojić - 2000-2002: Slavoljub Muslin - 2002-2003: Zoran Filipović - 2003-2004: Slavoljub Muslin - 2004: Ljupko Petrović - 2004-2005: Ratko Dostanić - 2005-2006: Walter Zenga - 2006-2007: Dušan Bajević - 2007: Boško Ǵurovski - 2007: Milorad Kosanović - 2007-2008: Aleksandar Janković - 2008: Zdeněk Zeman - 2008-2009: Čedomir Janevski - 2009-2010: Vladimir Petrović - 2010-2011: Ratko Dostanić - 2011-2012: Robert Prosinečki - 2012-2013: Aleksandar Janković - 2013-2015: Ricardo Sá Pinto - 2015-2017: Miodrag Božović - 2017-2019: Vladan Milojević - 2019-2022: Dejan Stanković - 2022-2023: Miloš Milojević - 2023: Barak Bakhar - 2023-: Vladan Milojević | Presidenti - 1948-1951: Mita Miljković - 1951-1952: Isa Jovanović - 1952-1954: Sava Radojčić - 1954-1955: Dragoslav Marković - 1955-1956: Milić Bugarčić - 1956: Dragoje Đurić - 1956-1960: Dušan Blagojević - 1960-1963: Milić Bugarčić - 1963-1965: Radovan Pantović - 1965-1968: Dušan Blagojević - 1968-1977: Nikola Bugarčić - 1977-1981: Radovan Pantović - 1981-1982: Brana Dimitrijević - 1982: Vlastimir Purić - 1982-1987: Miladin Šakić - 1987-1993: Svetozar Mijailović - 1993-2005: Dragan Džajić - 2005-2007: Dragan Stojković - 2007-2008: Toplica Spasojević - 2008-2009: Dobrivoje Tanasijević - 2009-2012: Vladan Lukić - 2012-2014: Dragan Džajić - 2014-oggi: Svetozar Mijailovic |

## Calciatori

### Stelle della Stella Rossa

Dragan Stojković, tra i giocatori più rappresentativi della Stella Rossa, contrastato dal milanista Carlo Ancelotti negli ottavi di finale della Coppa dei Campioni 1988-1989.

Sin dalla fondazione del club è stato istituito il titolo di “Stella della Stella Rossa” (Zvezdina zvezda), di cui vengono insigniti quei giocatori che hanno onorato la storia del club e che hanno permesso di acquisire notorietà internazionale alla squadra. Il titolo è attualmente detenuto da cinque giocatori:
- Rajko Mitić
- Dragoslav Šekularac
- Dragan Džajić
- Vladimir "Pižon" Petrović
- Dragan Stojković

I giocatori che il 29 maggio 1991 vinsero la Coppa dei Campioni vennero definiti come la "generazione d'oro" della Stella Rossa o anche “generazione del 1991” (клуба Генерација 1991). Il 29 maggio 2010, in occasione del 19º anniversario della vittoria del titolo di Campione d'Europa, fu organizzata una solenne cerimonia per celebrare la squadra guidata da Ljupko Petrović. I giocatori che hanno totalizzato almeno una presenza nelle gare di Coppa dei Campioni 1990-1991 furono insigniti della "stella" e la squadra fu dichiarata come la “sesta stella” della Stella Rossa di Belgrado.
Di seguito i giocatori della “sesta stella” della Stella Rossa:
Portieri:
- Milić Jovanović
- Željko Kaluđerović
- Stevan Stojanović

Difensori:
- Miodrag Belodedici
- Slobodan Marović
- Ivica Momčilović
- Ilija Najdoski
- Duško Radinović
- Refik Šabanadžović
- Goran Vasilijević

Centrocampisti:
- Vladimir Jugović
- Siniša Mihajlović
- Robert Prosinečki
- Dejan Savićević
- Vlada Stošić
- Rade Tošić

Attaccanti:
- Dragiša Binić
- Vladan Lukić
- Darko Pančev
- Ljubiša Milojević

Nella squadra belgradese, in epoche diverse, hanno militato anche il portiere Vladimir Beara (1955-1960), che si aggiudicò cinque campionati, e il centrocampista Dejan Savićević (1988-1992), che vinse tre campionati, una Coppa dei Campioni e una Coppa intercontinentale.

### Vincitori di titoli
Campioni d'Africa
- Jean-Philippe Krasso (Costa d'Avorio 2023)

Calciatori campioni olimpici di calcio
- Vladimir Durković (Roma 1960)
- Borivoje Kostić (Roma 1960)
- Dušan Maravić (Roma 1960)

## Palmarès

### Competizioni nazionali
- Campionati di calcio non ufficiali della Serbia: 1

1946
- Campionato jugoslavo: 19  (record)

1951, 1952-1953, 1955-1956, 1956-1957, 1958-1959, 1959-1960, 1963-1964, 1967-1968, 1968-1969, 1969-1970, 1972-1973, 1976-1977, 1979-1980, 1980-1981, 1983-1984, 1987-1988, 1989-1990, 1990-1991, 1991-1992
- Campionato serbo-montenegrino: 5

1994-1995, 1999-2000, 2000-2001, 2003-2004, 2005-2006
- Campionato serbo: 11  (record)

2006-2007, 2013-2014, 2015-2016, 2017-2018, 2018-2019, 2019-2020, 2020-2021, 2021-2022, 2022-2023, 2023-2024, 2024-2025
- Coppa di Jugoslavia: 12  (record)

1948, 1949, 1950, 1957-1958, 1958-1959, 1963-1964, 1967-1968, 1969-1970, 1970-1971, 1981-1982, 1984-1985, 1989-1990
- Coppa di Serbia e Montenegro: 9  (record)

1992-1993, 1994-1995, 1995-1996, 1996-1997, 1998-1999, 1999-2000, 2001-2002, 2003-2004, 2005-2006
- Coppa di Serbia: 8  (record condiviso con il Partizan)

2006-2007, 2009-2010, 2011-2012, 2020-2021, 2021-2022, 2022-2023, 2023-2024, 2024-2025
- Ljetna liga prvaka: 1

1971
- Kup prvoligaša: 1

1972-1973

### Competizioni internazionali
- Coppa dei Campioni: 1  (record serbo)

1990-1991
- Coppa Intercontinentale: 1  (record serbo)

1991
- Coppa Mitropa: 2  (record serbo)

1958, 1967-1968

### Competizioni giovanili
- Juniorsko prvenstvo Jugoslavije u nogometu: 8

1952-1953, 1968-1969, 1976-1977, 1978-1979, 1979-1980, 1981-1982, 1982-1983, 1987-1988
- Omladinski kup Jugoslavije u nogometu: 5

1963-1964, 1965-1966, 1968-1969, 1986-1987, 1989-1990
- Torneo Internazionale Under-19 Bellinzona: 2

1959, 1963

## Statistiche e record

Vladimir Jugović tra Éric Di Meco e Abedi Pelé nella finale della Coppa dei Campioni 1990-1991 vinta dalla Stella Rossa contro l'Olympique Marsiglia al San Nicola di Bari

Dragan Džajić è il primatista di presenze con la maglia della Stella Rossa, 389. Il record di gol è, invece, detenuto da Bora Kostić, autore di 230 reti con la maglia del club belgradese. Vari calciatori della Stella Rossa hanno fatto parte della nazionale jugoslava, tra cui Branko Stanković, Rajko Mitić, Vladimir Beara, Bora Kostić, Vladimir Durković, Dragoslav Šekularac, Miroslav Pavlović, Jovan Aćimović, Dragan Džajić, Vladimir Petrović, Dragan Stojković, Vladimir Jugović e Dejan Savićević. Dragan Džajić ha disputato 85 partite con la nazionale jugoslava, un record.
Nella stagione 1973-1974 la Stella Rossa è divenuta la seconda squadra non inglese capace di vincere ad Anfield contro il Liverpool (dopo gli ungheresi del Ferencváros nella Coppa delle Fiere 1967-1968) ed è l'unica squadra che ha sconfitto i reds in casa loro in Coppa dei Campioni nell'intero novecento. La Stella Rossa fu anche la prima squadra a battere il Bayern Monaco all'Olympiastadion di Monaco di Baviera in Coppa dei Campioni (nella stagione 1990-1991).
È il solo club serbo (ed ex-jugoslavo) ad aver vinto la Coppa dei Campioni, nella finale del 1990-1991, la centesima nella storia delle competizioni UEFA per club, contro l'Olympique Marsiglia allo Stadio San Nicola di Bari. È tra i nove club che hanno vinto la Coppa dei Campioni da imbattuti e il solo club serbo (ed ex-jugoslavo) ad aver vinto la Coppa Intercontinentale, sempre nel 1991.
Il rumeno Miodrag Belodedici (con la Steaua Bucarest) e gli ex-jugoslavi Dejan Savićević (con il Milan) e Vladimir Jugović (con la Juventus) sono i tre ex calciatori della Stella Rossa che hanno vinto la Coppa dei Campioni due volte con due club diversi, tra cui la Stella Rossa.

### Statistiche individuali

#### Presenze
| Pos. | Nome              | Periodo          | Pres. |
| ---- | ----------------- | ---------------- | ----- |
| 1    | Dragan Džajić     | 1963-75; 1977-78 | 389   |
| 2    | Bora Kostić       | 1951-61; 1962-66 | 341   |
| 3    | Vladimir Petrović | 1972-82          | 332   |
| 4    | Jovan Aćimović    | 1965-76          | 318   |
| 5    | Boško Ǵurovski    | 1978-89          | 299   |
| 6    | Rajko Mitić       | 1945-58          | 294   |
| 7    | Vladica Popović   | 1953-65          | 291   |
| 8    | Miloš Šestić      | 1974-84          | 277   |
| 9    | Ratomir Dujković  | 1964-74          | 266   |
| 10   | Miroslav Pavlović | 1967-74          | 264   |

#### Reti
| Pos. | Nome             | Periodo          | Reti |
| ---- | ---------------- | ---------------- | ---- |
| 1    | Bora Kostić      | 1951-61; 1962-66 | 230  |
| 2    | Dragan Džajić    | 1963-75; 1977-78 | 155  |
| 3    | Dušan Savić      | 1973-82          | 149  |
| 4    | Zoran Filipović  | 1970-80          | 138  |
| 5    | Kosta Tomašević  | 1945-54          | 137  |
| 6    | Vojin Lazarević  | 1966-70; 1972-74 | 134  |
| 7    | Darko Pančev     | 1988-92          | 116  |
| 8    | Rajko Mitić      | 1945-58          | 109  |
| 9    | Mihajlo Pjanović | 1999-03          | 92   |
| 10   | Antun Rudinski   | 1953-62          | 79   |

### Partecipazioni alle competizioni nazionali e internazionali
| Stella Rossa Belgrado                   | Stagioni | G   | V   | N  | P  | RF  | RS  | %V    |
| --------------------------------------- | -------- | --- | --- | -- | -- | --- | --- | ----- |
| come rappres. della Serbia              | 12       | 72  | 26  | 22 | 24 | 94  | 85  | 36.11 |
| come rappres. della Serbia e Montenegro | 11       | 66  | 26  | 20 | 20 | 109 | 80  | 39.39 |
| come rappres. della Jugoslavia          | 29       | 158 | 80  | 28 | 50 | 315 | 206 | 50.63 |
| Totale                                  | 52       | 296 | 132 | 70 | 94 | 518 | 371 | 44.59 |

| Competizione                                | G   | V   | N  | P  |
| ------------------------------------------- | --- | --- | -- | -- |
| Coppa dei Campioni / UEFA Champions League  | 120 | 61  | 24 | 35 |
| Coppa UEFA / Europa League                  | 140 | 58  | 36 | 46 |
| Coppa delle Coppe                           | 34  | 12  | 10 | 12 |
| Supercoppa europea                          | 1   | 0   | 0  | 1  |
| Coppa Intercontinentale / Mondiale per club | 1   | 1   | 0  | 0  |
| Totale                                      | 296 | 132 | 70 | 94 |

#### Migliori risultati nelle competizioni internazionali
Vittoria più larga in una competizione UEFA:

## Tifoseria
Secondo una serie di sondaggi, la Stella Rossa è il club con più tifosi in Serbia, Montenegro e nella Repubblica Serba di Bosnia ed Erzegovina; i suoi supporter sono chiamati delije (serbo делије, che può essere tradotto come "baldi giovani").

### Rivalità storiche
- Partizan[16]
- Dinamo Zagabria[17]
- Hajduk Spalato

La più accesa rivalità a livello nazionale è quella con il Partizan, accentuata dalle differenze politiche tra le due tifoserie che provocano episodi violenti in occasione degli incontri tra le due squadre (denominati Derby eterno). Altra rivalità, risalente al periodo in cui la squadra militava nel campionato jugoslavo, è stata quella con la Dinamo Zagabria. Il rapporto tra le due tifoserie si incrinò in particolar modo negli ultimi anni di vita della Jugoslavia a causa di contrasti di natura politica, sfociando negli incidenti dell'incontro del 13 maggio 1990 che videro coinvolti anche alcuni dei giocatori in campo.

## Organico

### Rosa 2025-2026
Aggiornata al 22 luglio 2025.
| N. |                       | Ruolo | Calciatore              |
| -- | --------------------- | ----- | ----------------------- |
| 1  | Brasile (bandiera)    | P     | Matheus                 |
| 3  | Colombia (bandiera)   | D     | Keimer Sandoval         |
| 4  | Montenegro (bandiera) | C     | Mirko Ivanić (capitano) |
| 5  | Brasile (bandiera)    | D     | Rodrigão                |
| 7  | Angola (bandiera)     | C     | Felício Milson          |
| 8  | Serbia (bandiera)     | C     | Jovan Šljivić           |
| 9  | Senegal (bandiera)    | A     | Cherif Ndiaye           |
| 10 | Serbia (bandiera)     | C     | Aleksandar Katai        |
| 13 | Serbia (bandiera)     | D     | Miloš Veljković         |
| 14 | Nigeria (bandiera)    | A     | Peter Olayinka          |
| 17 | Brasile (bandiera)    | A     | Bruno Duarte            |
| 18 | Israele (bandiera)    | P     | Omri Glazer             |
| 19 | Serbia (bandiera)     | A     | Aleksa Damjanović       |
| 21 | Slovenia (bandiera)   | C     | Timi Max Elšnik         |
| 22 | Serbia (bandiera)     | C     | Vasilije Kostov         |

| N. |                                 | Ruolo | Calciatore           |
| -- | ------------------------------- | ----- | -------------------- |
| 23 | Armenia (bandiera)              | D     | Nair Tiknizjan       |
| 25 | Serbia (bandiera)               | D     | Stefan Leković       |
| 28 | Serbia (bandiera)               | P     | Vuk Draškić          |
| 33 | Bosnia ed Erzegovina (bandiera) | C     | Rade Krunić          |
| 37 | Serbia (bandiera)               | A     | Vladimir Lučić       |
| 41 | Ghana (bandiera)                | C     | Edmund Addo          |
| 44 | Serbia (bandiera)               | D     | Veljko Milosavljević |
| 47 | Serbia (bandiera)               | D     | Strahinja Stojković  |
| 49 | Serbia (bandiera)               | C     | Nemanja Radonjić     |
| 50 | Serbia (bandiera)               | P     | Savo Radanović       |
| 66 | Corea del Sud (bandiera)        | D     | Seol Young-woo       |
| 73 | Russia (bandiera)               | C     | Egor Prucev          |
| 77 | Serbia (bandiera)               | P     | Ivan Guteša          |
| 88 | Ghana (bandiera)                | D     | Ebenezer Annan       |
| 89 | Austria (bandiera)              | A     | Marko Arnautović     |

### Staff tecnico
- Allenatore:  Vladan Milojević
- Vice-Allenatore:  Vujadin Savić
- Vice-Allenatore:  Boris Savić
- Vice-Allenatore:  Nebojša Milošević
- Vice-Allenatore:  Zoran Rendulić
- Vice-Allenatore:  Nikola Mikić
- Preparatore dei portieri:  Dusan Gasic
- Preparatore dei portieri:  Nemanja Supić
- Medico sociale:  Miodrag Mladenović
- Preparatore atletico:  Marko Vasiljević
- Preparatore atletico:  Nikola Todorić
- Preparatore atletico:  Nikola Perišić
- Fisioterapista:  Goran Zuvić
- Fisioterapista:  Željko Vasojević
- Fisioterapista:  Petar Petrović
- Nutrizionista:  Branislav Rajić
- Chiropratico:  Aleksandar Marjanović
- Magazziniere:  Stojan Milanović
- Magazziniere:  Dragan Milanović
- Direttore Generale:  Žveždan Teržić
- Direttore Sportivo:  Mitar Mrkela
- Direttore Giovanile:  Dragan Mladenović
- Capo osservatore:  Marko Mitrović